# Jean-Claude Brialy

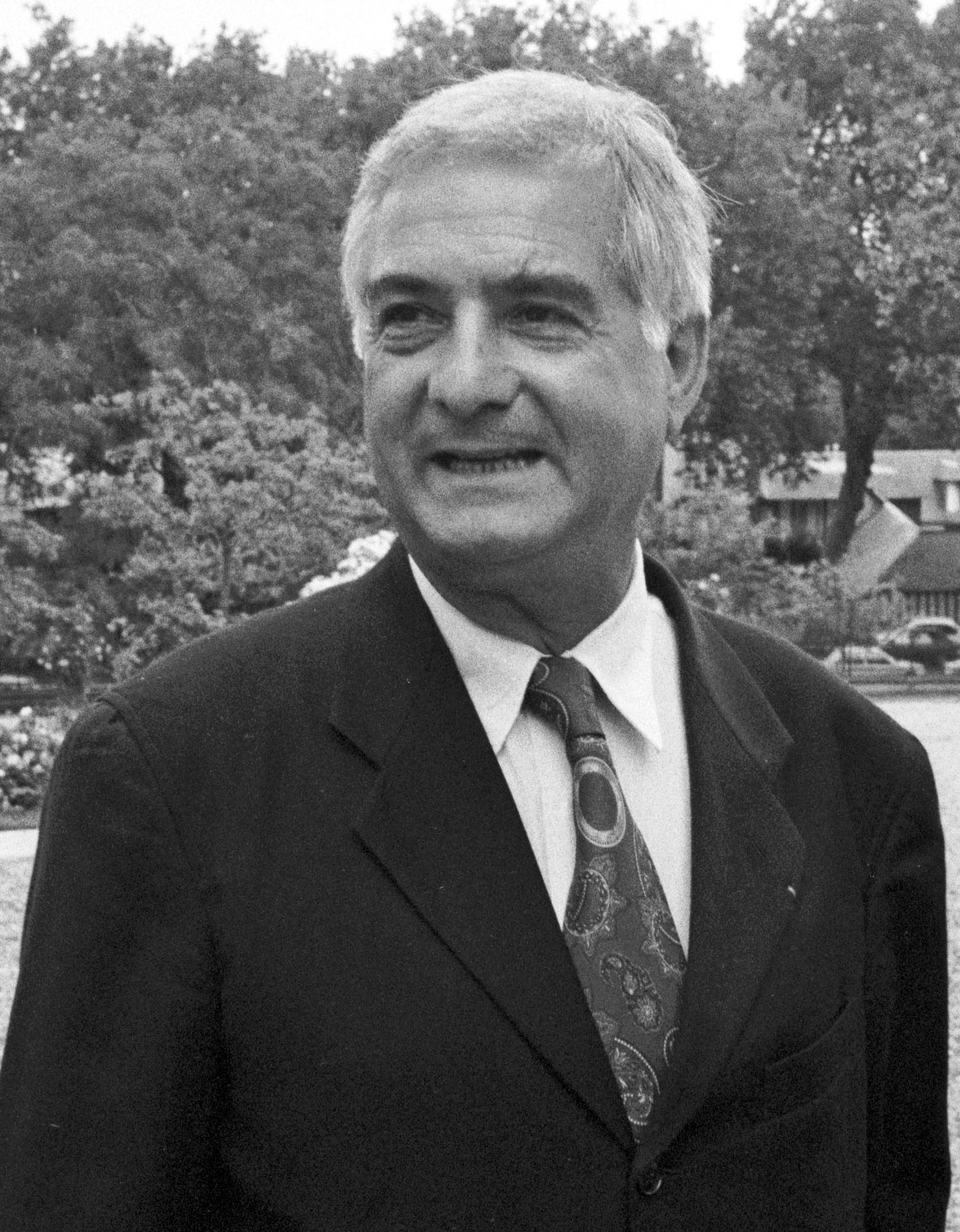
Brialy 1992.

Jean-Claude Brialy, född 30 mars 1933 i Aumale (nuvarande Sour el Ghozlane), Franska Algeriet, död 30 maj 2007 i Monthyon, Seine-et-Marne, var en fransk skådespelare. Han tilldelades Césarpriset för bästa biroll 1988 för Les Innocents. Han hade nominerats i samma kategori 1977 för Le Juge et l'Assassin.

## Filmer i urval
- L'ami de la famille (1957)
- Christine – flicka i Wien (1958)
- De älskande (1958)
- Hiss till galgen (1958)
- Paris – öppen stad (1958)
- Smygtittarna (1958)
- Vit slavhandel (1958)
- Vännerna (1958)
- Charlotte et Véronique, ou Tous les garçons s'appellent Patrick (1959)
- De 400 slagen (1959)
- Den hårda natten (1959)
- Kusinerna (1959)
- Syndapengar (1959)
- Lätting i lumpen (1960)
- Snobbarna (1960)
- En kvinna är en kvinna (1961)
- Lejonen går lösa (1961)
- Une histoire d'eau (1961)
- Älskarinnor (1961)
- Cléo från 5 till 7 (1962)
- I Arsène Lupins fotspår (1962)
- Se upp för satan (1962)
- Med risk för livet (1963)
- Två är skyldiga (1963)
- Jag var en manlig sexbomb (1964)
- Kom, så älskar vi! (1964)
- Håll masken, tomtegubbar (1965)
- Den 13:e mannen (1966)
- Kungen kommer tillbaka (1966)
- Synderskan (1967)
- Bruden bar svart (1968)
- Manon 70 (1968)
- Claires knä (1970)
- Guldsonen (1971)
- Ett mord är ett mord är ett mord... (1972)
- Frihetens fantom (1974)
- Le Juge et l'Assassin (1976)
- Natten i Varennes (1982)
- Sanningens pris (1985)
- Jag är ingen barnunge längre! (1986)
- Förlorad kärlek (1987)
- Lévy et Goliath (1987)
- Les Innocents (1987)
- Muta och kör 2 (1990)
- Drottning Margot (1994)
- En fransk kvinna (1994)
- Skuggspel (1996)
- Arvet på Martinique (1997)